# Хреновице (Постојна)
Хреновице (словен. Hrenovice, итал. Crenovizza) су насељено место у општини Постојна, Приморско-нотрањска регија, Словенија.

## Историја
До територијалне реорганизације у Словенији биле су у саставу старе општине Постојна.

## Становништво
У попису становништва из 2011. године, Хреновице су имале 193 становника.
| Број становника према пописима | Број становника према пописима | Број становника према пописима |
| ------------------------------ | ------------------------------ | ------------------------------ |
| 1991                           | 2002                           | 2011                           |
| 184                            | 185                            | 193                            |

Напомена: Године 1994. извршене су мање размене територија између насеља Храшче и Хреновице.